# Marshall-Verteidigung
|   | a | b | c | d | e | f | g | h |   |
| 8 |   |   |   |   |   |   |   |   | 8 |
| 7 |   |   |   |   |   |   |   |   | 7 |
| 6 |   |   |   |   |   |   |   |   | 6 |
| 5 |   |   |   |   |   |   |   |   | 5 |
| 4 |   |   |   |   |   |   |   |   | 4 |
| 3 |   |   |   |   |   |   |   |   | 3 |
| 2 |   |   |   |   |   |   |   |   | 2 |
| 1 |   |   |   |   |   |   |   |   | 1 |
|   | a | b | c | d | e | f | g | h |   |

Stellung nach Sg8–f6
Die Marshall-Verteidigung des Damengambits ist eine Schacheröffnung. Ihr ECO-Code lautet D06.
Sie ist benannt nach dem US-amerikanischen Schachmeister Frank Marshall und beginnt mit den Zügen:
1. d2–d4 d7–d5
2. c2–c4 Sg8–f6
Marshall wandte diese Spielweise im Turnier von Baden-Baden 1925 an und verlor dort eine bekannte Partie gegen Alexander Aljechin. Weiß sollte 3. c4xd5! spielen (auf 3. Sb1–c3 kann Schwarz mittels 3. … e7–e6 in die Orthodoxe Verteidigung, mittels 3. … c7–c6 in die Slawische Verteidigung oder mittels 3. … g7–g6 in die Grünfeld-Indische Verteidigung übergehen. Auf 3. … Lc8–f5? folgt 4. Dd1–b3 d5xc4 5. Db3xb7 Sb8–d7 6. Db7–c6) erwidern. Diese Eröffnung erinnert von ihrer Struktur her an das Angenommene Damengambit:
- 3. … Dd8xd5 wurde von Tarrasch empfohlen wegen der Ähnlichkeit zur Skandinavischen Verteidigung nach 4. Sb1–c3 Dd5–a5. Im Verlauf 5. Lc1–d2 Da5–b6 6. Sg1–f3 Db6xb2?? 7. Ta1–b1 Db2–a3 8. Sc3–b5 erweist sich der Bauer b2 als vergiftet.
- 3. … Sf6xd5 4. e2–e4 (das als am besten angesehene, ruhige 4. Sg1–f3 kann von Schwarz mit 4. … Sb8–c6 in die Tschigorin-Verteidigung übergeleitet werden. Die Verhinderung von e2–e4 nach 4. Sf3 Lf5 führt zu einem schwarzen Zugeständnis nach 5. Db3. 4. g2–g3 ist ebenfalls gut möglich) 4. … Sd5–f6 (möglich ist auch 4. … Sd5–b6 mit der Idee, nach den weiteren Zügen g7–g6 und Lf8–g7 in die Grünfeld-Indische Verteidigung überzuleiten) 5. Lf1–d3 e7–e5. Dieses Bauernopfer, das ebenso auf 5. Sb1–c3 erfolgt, war Marshalls Idee. 5. Sb1–c3 unterbricht allerdings nicht die Damenwirkung auf d4, so dass auf e7–e5 in diesem Fall 6. Sg1–f3 gut geht. Nach 6. d4xe5 Sf6–g4 ist 7. f2–f4 wegen 7. … Lf8–c5 nicht gut, und 7. Sg1–f3 Sb8–c6 8. Lc1–g5 (auf 7. Lc1–f4 folgt 7. … Sc6–b4 mit Vorteil für Schwarz) Lf8–e7 9. Lg5xe7 Dd8xe7 10. Sb1–c3 Sc6xe5 11. Sf3xe5 Sg4xe5 führt zu einer ausgeglichenen Stellung. 5. e4–e5 Sf6–d5 6. Lf1–c4 führt zum Angenommenen Damengambit.

Insgesamt gilt die Marshall-Verteidigung jedoch als nicht ganz vollwertig und kommt in der heutigen Meisterpraxis nur sehr selten vor.